# Théâtre du Moulin de Saint-Denis
Le Théâtre du Moulin de Saint-Denis se situe dans le village de Saint-Denis à proximité de la ville de Mons dans le Hainaut, en Belgique. Il est situé dans un vieux moulin à deux pas de l’Abbaye de Saint-Denis-en-Broqueroie, des étangs de Saint-Denis et d’une cascade sur la rivière Obrecheuil.
Le moulin existait déjà au Moyen Âge mais le bâtiment actuel date de 1860. La grange du Moulin fut transformée en théâtre en 2006 après sa restauration. La salle de spectacle dispose de 89 places et l’on y joue chaque mois des petites formes (solo, duo).